# Seaforth (dúo)
Seaforth  es un grupo australiano conformado por Tom Jordan y Mitch Thompson. Actualmente están firmados por Sony Music Entertainment en Nashville y publicaron su primer EP titulado Love That en 2019.

## Carrera musical
Tom Jordan y Mitch Thompson crecieron juntos en el suburbio de Seaforth en Sydney, Australia. Después de formar el dúo  y considerar múltiples apodos, el dúo decidió nombrarse a sí mismos como su ciudad natal.
Jordan y Thompson viajaron de un lado a otro entre Estados Unidos y Australia, desarrollando sus habilidades en composición y en 2017, se trasladaron a Estados Unidos de tiempo completo.
En noviembre de 2018, firmaron con los sellos discográficos RCA Records y Sony Music Entertainment en Nashville y el 16 de noviembre de 2018, presentaron sus dos primeros sencillos «Love That» y «Talk to Me».
En abril de 2019, Seaforth publicó su EP debut titulado Love That. En mayo de 2019, Taste of Country incluyó al dúo en su lista "5 artistas para ver".
En Julio, Seaforth colaboró con el artista country Mitchell Tenpenny en la canción «Anything She Says». En los APRA Awards en marzo de 2020, Seaforth ganó el premio al Compositor Revelación del Año.
El 29 de mayo de 2020, Seaforth publicó «Everything Falls for You».
El 2 de abril de 2021, el dúo anunció que pasarían a ser parte del sello Arista Records.

## Discografía
EP's
- 2019: Love That